# Linia Massa-Senigallia

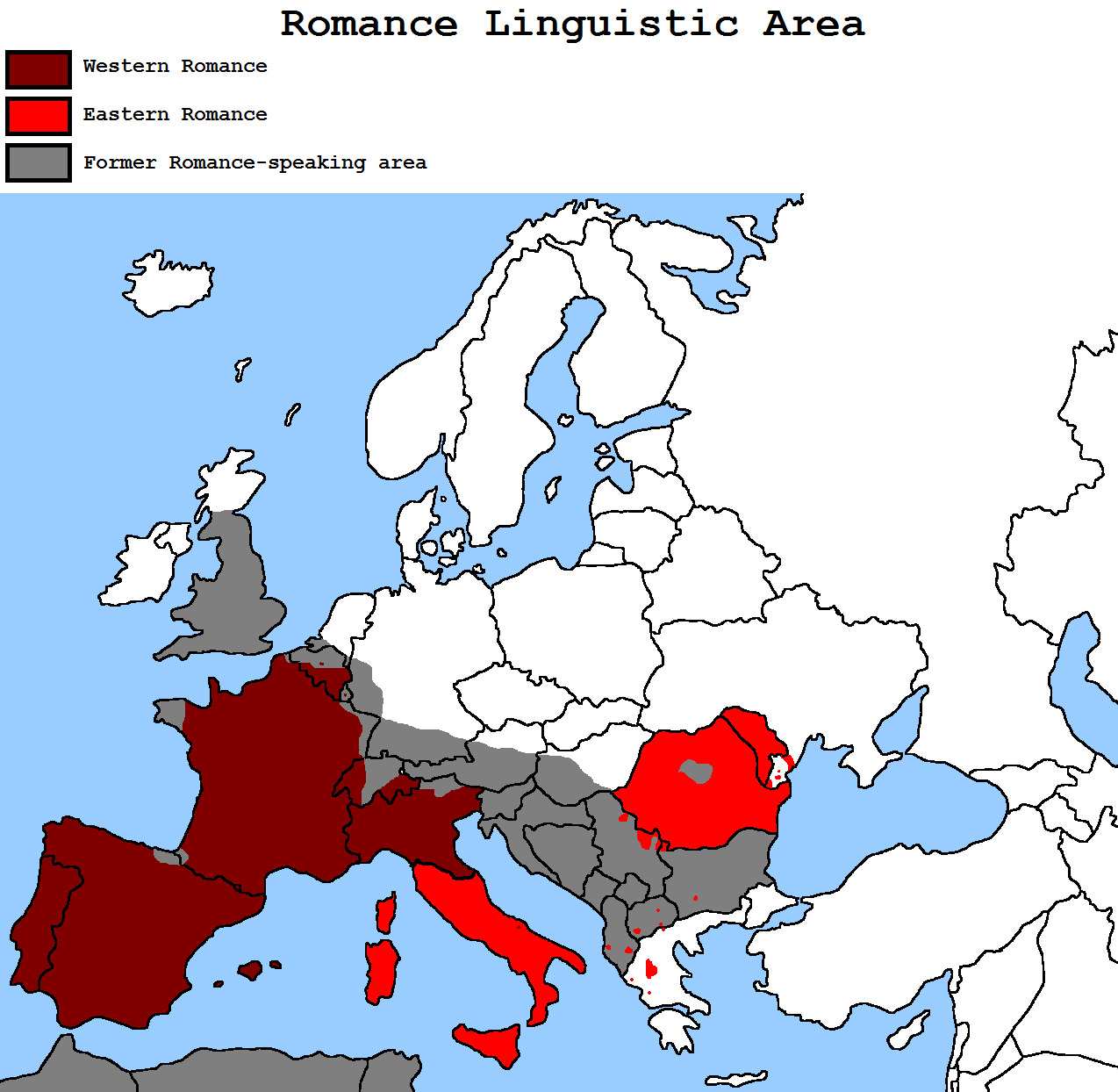
Dystrybucja geograficzna języków romańskich w Europie; linia Massa-Senigallia oddziela obszar zachodnioromański (ciemnoczerwony) od wschodnioromańskiego (jasnoczerwony).

Linia Massa-Senigallia (dawniej także linia La Spezia-Rimini) – grupa izoglos, rozdzielająca języki romańskie na grupę wschodnią i zachodnią w następujący sposób:
- grupa wschodnia – na południe i wschód od linii: języki wschodnioromańskie (rumuński, arumuński, istrorumuński, meglenicki), wymarły dalmatyński, sycylijski, neapolitański, dialekty środkowowłoskie, dialekt toskański i standardowy język włoski,
- grupa zachodnia – na północ i zachód od linii: języki gallo-italskie, retoromańskie, oksytański, kataloński, aragoński, hiszpański, portugalski, galicyjski, asturyjski, francuski i langues d’oïl.

Język sardyński nie daje się jednoznacznie przyporządkować do jednej z grup i wykazuje cechy wspólne z obiema.
Trzy podstawowe izoglosy przebiegające wzdłuż linii Massa-Senigallia to:
- formy liczby mnogiej[4]:
  - w grupie wschodniej oznaczane za pomocą morfemów samogłoskowych +[i], +[e] – por. rum. fiu, wł. figlio „syn” – rum. fii, wł. figli „synowie”; rum. casă, wł. casa „dom” – rum. case, wł. case „domy”,
  - w grupie zachodniej oznaczane za pomocą morfemu spółgłoskowego +[s] albo równe z liczbą pojedynczą – por. kat. gat, hiszp. gato, fr. chat /ʃa/ „kot” – kat. gats, hiszp. gatos, fr. chats (tu w wymowie równe z l.poj.: /ʃa/); kat. roda, hiszp. rueda, fr. roue /ʁu/ „koło” – kat. rodes, hiszp. ruedas, fr. roues (ponownie w wymowie równe z l.poj.: /ʁu/).
- lenicja spółgłosek zwartych /p t k/[5]:
  - w grupie wschodniej nie zachodzi: łac. FOCUS → rum. foc, wł. fuoco „ogień”, ROTA → rum. roată, wł. ruota „koło”,
  - w grupie zachodniej zachodzi: łac. FOCUS → hiszp. fuego, fr. feu[a], ROTA → hiszp. rueda, fr. roue[a].
- palatalizacja łacińskich spółgłosek /k/ i /g/ przed e i i[6]:
  - w grupie wschodniej rezultatem są afrykaty /t͡ʃ/ i /d͡ʒ/: łac. CIRCŌ → rum. încerc /ɨnˈt͡ʃerk/, wł. cerco /t͡ʃerko/ „próbuję”; GELU → rum. ger /d͡ʒer/, wł. gelo /ˈd͡ʒɛlo/,
  - w grupie zachodniej rezultatem są spółgłoski szczelinowe /s/ i /ʒ/: łac. CENTUM → kat. cent /sen/, fr. cent /sɑ̃/, GINGĪVA → kat. geniva /ʒənibə/, fr. gencive /ʒɑ̃siv/ „dziąsło”.

Linia przebiega między włoskimi miastami Massa i Senigallia, położonymi w północnej części Włoch. 